# Puccinia abramsii
Puccinia abramsii ist eine Ständerpilzart aus der Ordnung der Rostpilze (Pucciniales). Der Pilz ist ein Endoparasit des Korbblütlers Geraea viscida. Symptome des Befalls durch die Art sind Rostflecken und Pusteln auf den Blattoberflächen der Wirtspflanzen. Sie ist ein Endemit Kaliforniens.

## Merkmale

### Makroskopische Merkmale
Puccinia abramsii ist mit bloßem Auge nur anhand der auf der Oberfläche des Wirtes hervortretenden Sporenlager zu erkennen. Sie wachsen in Nestern, die als gelbliche bis braune Flecken und Pusteln auf den Blattoberflächen erscheinen.

### Mikroskopische Merkmale
Das Myzel von Puccinia abramsii wächst wie bei allen Puccinia-Arten interzellulär und bildet Saugfäden, die in das Speichergewebe des Wirtes wachsen. Ihre Spermogonien wachsen beidseitig auf den Wirtsblättern. Die beidseitig wachsenden Aecien der Art sind orangebraun und stehen in zusammenfließenden Gruppen um die Spermogonien. Sie besitzen 25–35 × 21–29 µm große, lang- bis breitellipsoide, zimtbraune Aeciosporen mit stachelwarziger Oberfläche. Uredien können dem Pilz nicht sicher zugeordnet werden, möglicherweise bildet er keine aus. Die vorwiegend blattunterseitig wachsenden Telien der Art sind schwarzbraun, pulverig und unbedeckt. Die hell kastanienbraunen Teliosporen sind zweizellig, in der Regel eiförmig bis breitellipsoid und 40–48 × 29–32 µm groß. Ihre Stiele sind farblos und bis zu 40 µm lang.

## Verbreitung
Das bekannte Verbreitungsgebiet von Puccinia abramsii umfasst lediglich Kalifornien.

## Ökologie
Die Wirtspflanze von Puccinia abramsii ist Geraea viscida. Der Pilz ernährt sich von den im Speichergewebe der Pflanzen vorhandenen Nährstoffen, seine Sporenlager brechen später durch die Blattoberfläche und setzen Sporen frei. Die Art durchläuft einen Entwicklungszyklus mit Spermogonien, Aecien und Telien, vollzieht aber keinen Wirtswechsel.